# Lahovice
Lahovice – część Pragi.
Lahovice to okręg miejski na południu Pragi, utworzony w 1990 w północnej części dzielnicy Zbraslav. Obszar ma powierzchnię 202,77 ha i znajduje się na lewym brzegu Wełtawy i prawym brzegu Berounki, w klinie pomiędzy rzekami, które w tym miejscu się zbiegają.
Do obszaru katastralnego należy też osiedle Lahovičky leżące bardziej na północ, po drugiej, lewej stronie Berounki.
W 2006 Lahovice zamieszkiwało 342 mieszkańców.